# Chasity Grant
Chasity Grant, född den 19 april 2001, är en nederländsk fotbollsspelare.

## Karriär
Chasity Grant inledde sin seniorkarriär i ADO Den Haag år 2017. Hon värvades 2020 av Ajax för att 2024 kontrakteras av Aston Villa. Hon har även representerat det nederländska damlandslaget där hon debuterade år 2022.